# Sosłan Tigijew
Sosłan Tigijew (ros. Сослан Тигиев; uzb. Soslan Tigiyev; ur. 12 października 1983 roku we Władykaukazie) – zapaśnik pochodzenia osetyjskiego reprezentujący Uzbekistan, walczący w stylu wolnym. Do jego największych sukcesów należą: srebrny medal olimpijski na igrzyskach w Pekinie w 2008 roku, brązowy medal olimpijski na igrzyskach w Londynie w 2012 roku w kategorii 74 kg, brązowe medale igrzysk azjatyckich (2006) i Mistrzostw Świata (2006) oraz wicemistrzostwo Azji (2005). Pierwszy w Pucharze Świata w 2007; piąty w 2005; jedenasty w 2010 roku.
Jesienią 2012 roku w organizmie Sosłana Tigijewa wykryto znajdującą się na liście zabronionych substancji metyloheksanaminę. Zawodnikowi został odebrany medal olimpijski z Londynu.
W październiku 2016 roku został pozbawiony medalu z 2008 roku.
Jest bratem zapaśnika Tajmuraza Tigijewa.